# 李繼武
李繼武（1912年—？年）。遼寧省新民縣人。民國37年（1948年）在遼寧省選區當選第一屆立法委員

制憲國民大會代表

## 生平[1][2][3][4][5][6]
- 遼寧省立第一師範學校肄業
- 北平中國大學政治經濟系畢業
- 革命實踐研究院第十三期結業
- 中國國民黨遼寧省黨部委員兼宣傳處長
- 中國國民黨安東省黨部委員兼書記長
- 制憲國民大會遼寧省職業代表、憲政督導委員、研究委員
- 東北保安司令長官部兼顧問